# 장 조르주 노베르
장 조르주 노베르(Jean Georges Noverre, 1727년 ~ 1810년)는 18세기 프랑스의 발레 안무가이다.

## 생애
노베르는 발레를 18세기의 새로운 시대의 예술로 개혁한 인물이다. 그는 파리 태생의 스위스인이며 당시의 가장 뛰어난 무용가였던 뒤프레(1697-1774)의 제자가 되어 16세 때 파리의 오페라 코믹 극장에 데뷔했다. 그로부터 4년 뒤인 20세 때는 이미 안무가가 되었다.
그가 1760년에 프랑스의 리옹에서 발행한 저서 《무용과 발레에 관한 편지》는 무용 분야에서 중요한 위치를 차지하고 있다. 편지 형식으로 쓰여진 논문에서 그가 주장하는 이론을 요약한다면, 우선 발레를 자연으로 돌려야 한다는 것이다. 바꾸어 말하면 고전적인 미(美)의 이상으로 발레를 환원시키는 것이다. 그러기 위해서는 모든 인습을 타파할 필요가 있다고 그는 주장한다. 또한 발레는 춤출 수 있는 드라마여야 한다고 했다. 따라서 드라마의 법칙은 그대로 발레에도 적용되어야만 하며 발레에서의 춤은 극적인 아이디어를 표현하는 수단이라고도 주장한다. 이 생각은 결국 무언극을 중요시해서 추는 연극이어야 된다는 것이다. 이리하여 그는 무언극의 기법을 처음으로 발레에 도입한 사람이 되었으며 발레 닥시옹(ballet d'action)의 창시자가 되었다.
그는 그의 이론을 실천에 옮겨, 당시의 형식화된 움직임을 배척하는 동시에 의상개혁에도 큰 의욕을 보였다. 그러나 이 급진적인 이론 때문에 그가 열망했던 오페라 극장의 안무가 지위는 단념하는 수밖에 없었다. 그래서 그는 런던을 시초로 하여 유럽 각지로 순회 공연을 했으며 빈에서 여왕 마리아 테레지아에게 고용되고 그 후 프랑스 왕비가 된 그녀의 딸 마리 앙투아네트의 무용교사가 됨으로써 1775년에 드디어 열망하던 오페라 극장의 안무가가 될 수 있었다. 노베르가 창도(唱道)한 발레 닥시옹의 이론은 19세기 고전 발레에서 최대의 효과를 거두게 된다.